# Frequency-Resolved Optical Gating
Frequency-Resolved Optical Gating, plus couramment désigné par son acronyme FROG, est une méthode de mesure des impulsions lumineuses ultra-brèves (de l'ordre de la femtoseconde) par auto-corrélation. Son principe repose sur un montage de type Michelson, dans lequel les impulsions résultantes de la séparation d'amplitude convergent dans un cristal non-linéaire pour y générer un harmonique. C'est cet harmonique dont on mesure le spectre. En faisant varier pas à pas la taille de l'un des bras du Michelson, on peut reconstituer une trace FROG en deux dimensions (fréquence et temps), restituant l'amplitude et la phase de l'onde incidente.

## Historique
Le problème de la mesure des impulsions courtes est pratiquement né avec le laser, dans les années 1960. Comment mesurer un évènement plus rapide que le temps de réponse de l'instrument de mesure ? Tous les progrès de l'électronique ne permettent pas de descendre en dessous de temps de réaction de l'ordre de la picoseconde. Pour contourner ce problème, l'auto-corrélation fut rapidement utilisée, utilisant un interféromètre pour diviser l'impulsion à mesurer et la faire réagir avec elle-même. Cette méthode, utilisant par sa conception même un « instrument de mesure » aussi rapide que la grandeur à mesurer, produit de bons résultats, mais ne permettait que de résoudre en intensité le signal reçu.
On peut retracer au milieu des années 1980 la première mention de l'utilisation de l'auto-corrélation associée à un élément non-linéaire pour obtenir le spectre du signal mesuré. Mais c'est en 1991, avec l'invention de FROG par Rick Trebino et Dan Kane, que la mesure très précise d'impulsions ultra-courtes en intensité et en fréquence est devenue non seulement possible, mais relativement simple.

## Principes
Comme signalé, il est impossible de mesurer correctement un signal avec un autre signal plus long. L'auto-corrélation utilise un signal de même durée, mais elle ne permet pas de résolution spectrale. Ce qui, dans FROG, permet la résolution spectrale, c'est l'utilisation d'un élément « silencieux » qui, lui, a un temps de réponse plus rapide que la durée de l'impulsion lumineuse : le cristal non-linéaire.
Il existe plusieurs types de FROG selon l'emploi fait du cristal non-linéaire : le plus simple est la génération de seconde harmonique à partir des deux ondes incidentes dans le cristal.